# Lycodon cardamomensis
Lycodon cardamomensis là một loài rắn trong họ Rắn nước. Loài này được Daltry & Wüster mô tả khoa học đầu tiên năm 2002.